# بحيرة كيرو
بحيرة كيرو هي بحيرة متوسطة الحجم تقع في فنلندا.وهي تقع في بلدية كوسامو في منطقة بوهيانما الشمالية،تنتمي البحيرة إلى منطقة مستجمعات المياه الرئيسي ليجوكي. ويطلق على الجزء الجنوبي من البحيرة يسمى ايزو كيرو والجزء الشمالي كسكي-كيرو.